# Antártica (comuna)
Antártica es una de las dos comunas que componen la Provincia Antártica Chilena, Región de Magallanes y de la Antártica Chilena y corresponde al Territorio Chileno Antártico, el sector del continente antártico en el que Chile mantiene una reivindicación territorial, sujeta actualmente a las disposiciones del Tratado Antártico. Su capital oficial es Puerto Covadonga, nombre civil de la Base General Bernardo O'Higgins, aunque su única localidad totalmente civil es Villa Las Estrellas, fundada en 1984.
Actualmente es la única comuna que carece de una municipalidad propia, integrando desde 2001 la agrupación de las comunas de Cabo de Hornos y Antártica, cuya administración corresponde a la municipalidad de la comuna de Cabo de Hornos con sede en a ciudad de Puerto Williams.
Es la comuna más extensa del país. Por otra parte, es la comuna menos poblada del mismo, contando con 138 habitantes de acuerdo al censo de 2017.

## Historia

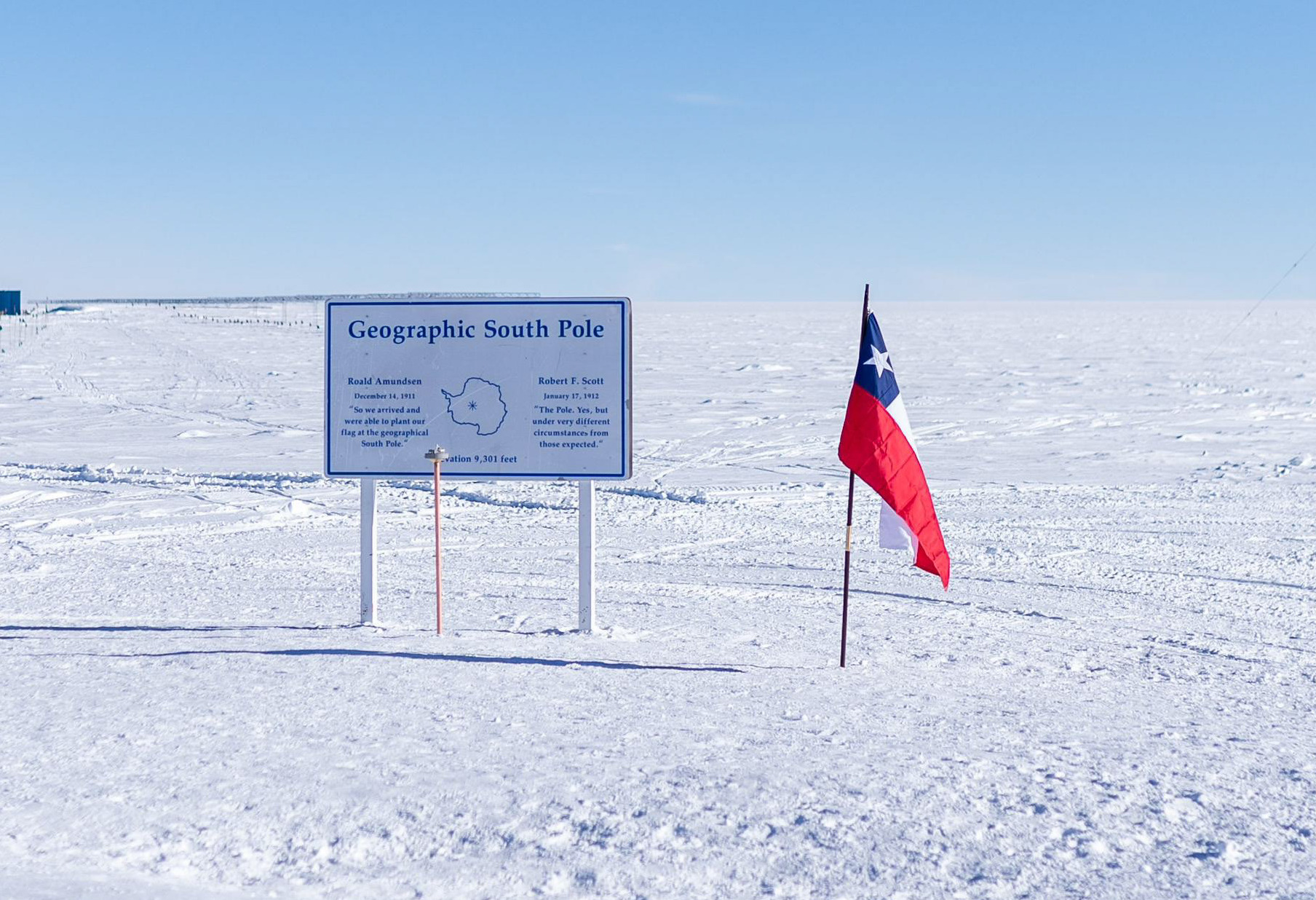
Frontera Sur del Chile Tricontinental, el polo sur con una bandera nacional.

La comuna de la Antártica fue creada por el Decreto 3773 del 11 de julio de 1961 y dependió del Departamento de Magallanes (Punta Arenas) hasta 1975, cuando se crea la Provincia Antártica Chilena, pasando a depender administrativamente de Puerto Williams. Contaba originalmente con dos distritos: Piloto Pardo y Tierra de O'Higgins, cuyos límites eran los siguientes:

Piloto Pardo. Sus límites son:
Al Norte, el Paso de Drake, desde el meridiano 64° Oeste de Greenwich hasta el meridiano 53° Oeste de Greenwich.
Al Este, el meridiano 53° Oeste de Greenwich, desde el Paso de Drake hasta el estrecho de Bransfield.
Al Sur, el estrecho de Bransfield, desde el meridiano 53° Oeste de Greenwich hasta el meridiano 64° Oeste de Greenwich.
Al Oeste, el meridiano 64º Oeste de Greenwich, desde el estrecho de Bransfield hasta el Paso de Drake.

Tierra de O‛Higgins. Sus límites son:
Al Norte, el Mar de Bellingshausen y el estrecho de Bransfield, desde el meridiano 90° Oeste de Greenwich hasta el meridiano 53º Oeste de Greenwich.
Al Este, el Mar de Weddell y el meridiano 53° Oeste de Greenwich, del Territorio  Chileno Antártico, desde el estrecho de Bransfield hasta el Polo Sur.
Al Sur, el Polo Sur.
Al Oeste, el meridiano 90° Oeste de Greenwich del Territorio Chileno Antártico, desde el Polo Sur hasta el Mar de Bellingshausen.
Decreto 3773, artículo 2º.

Desde la entrada en vigor del Tratado Antártico el 23 de junio de 1961 toda el área de la comuna quedó bajo su jurisdicción, por lo que el ejercicio de actos soberanos chilenos se hace sin perjuicio de los derechos ejercidos por otros países firmantes del tratado. El sector oriental del territorio desde el meridiano 80° O es reclamado por el Reino Unido como parte del Territorio Antártico Británico, mientras que el sector oriental desde el meridiano 53° O es reclamado por Argentina como parte de la Antártida Argentina.

## Administración
Antártica pertenece al Distrito Electoral n.° 28 y a la 15.ª Circunscripción Senatorial (Magallanes).
Es representada en la Cámara de Diputados del Congreso Nacional por los diputados Carlos Bianchi (Ind./PPD), Christian Matheson (Ind./EVO) y Javiera Morales (Ind./CS) A su vez, es representada en el Senado por los senadores Karim Bianchi (Independiente) y Alejandro Kusanovic (Ind./RN).
La Ilustre Municipalidad de Cabo de Hornos, encargada de administrar la comuna Antártica, es dirigida por el alcalde Patricio Fernández, el cual es asesorado por los concejales:
- Karina Cárcamo Barría (Ind./UDI)
- Carolina Isabel Guenel González (Ind./RN)
- José Luis Paredes Soto (RN)
- Karina Sandoval Mansilla (Ind./RN)
- Alberto Serrano Fillol (Ind./Dignidad Ahora)
- Juan Velásquez Muñoz (PS)

## Economía
En 2018, la cantidad de empresas registradas en Antártica fue de 2. El Índice de Complejidad Económica (ECI) en el mismo año fue de -1,28, mientras que las actividades económicas con mayor índice de Ventaja Comparativa Revelada (RCA) fueron Obras Menores en Construcción Contratistas, Albañiles, Carpinteros (44,83), Actividades de Asesoramiento Empresarial y en Materia de Gestión (3,81) y Cultivo de Trigo (0,0).

## División censal
La comuna de Antártica se divide en los siguientes Localidades y entidades según el censo de 2017:
| Localidad               | Entidad                  | Población Censo 2017 | Hombres  | Mujeres |
| ----------------------- | ------------------------ | -------------------- | -------- | ------- |
| Isla Rey Jorge          | Aeródromo Teniente Marsh | 13 hab.              | 13 hab.  |         |
| Isla Rey Jorge          | Villa Las Estrellas      | 95 hab.              | 83 hab.  | 12 hab. |
| Islas Shetland del Sur  | Base Arturo Prat         | 9 hab.               | 9 hab.   |         |
| Base Bernardo O'Higgins | Base Bernardo O'Higgins  | 21 hab.              | 21 hab.  |         |
| Total Comuna            | Total Comuna             | 138 hab.             | 126 hab. | 12 hab. |

El mayor centro poblacional está ubicado en la isla Rey Jorge y está formado por la Base Presidente Eduardo Frei Montalva (1980), que posee una pista aérea; el Centro Meteorológico Presidente Frei (1969), la Villa Las Estrellas, con poblado civil, hostería, guardería infantil, escuela, instalaciones científicas, mini hospital, correo y banco. Perteneciente a Chile, este enclave es el núcleo de apoyo logístico más importante para los restantes ocho países con bases científicas en la isla Rey Jorge.
El Instituto Antártico Chileno, dependiente del Ministerio de Relaciones Exteriores, inauguró en la misma isla la Base Profesor Julio Escudero, principal centro científico antártico de Chile.

## Medios de comunicación

### Radioemisoras
FM
- 90.5 MHz - Soberanía FM

### Televisión
- 10.1 - Canal 13 HD
- 10.2 - T13 En Vivo
- 13.1 - TVN HD
- 13.2 - NTV